# Sisymbrium austriacum
El rabanillo retorcido (Sisymbrium austriacum)  es una planta herbácea perteneciente a la familia Brassicaceae.

## Descripción
Planta crucífera, variable perenne o bienal, con tallos de hasta 100 cm de altura, con pelos tiesos en la base y sin ellos en el resto. Hojas pelosas en los nervios, grandes, divididas hasta la mitad o casi hasta el nervio central, generando lóbulos triangulares algo orientados hacia atrás, (runcinados), las superiores menores y más lanceoladas. Florece en primavera y verano, mediante racimos bastante espesos de flores amarillo claro, de en torno a 1 cm. Los frutos son muy finos y se arquean unos sobre otros y en torno al tallo, dato característcio de la variedad contornum dentro de esta especie.

## Distribución y hábitat
En Austria, República Checa, Francia, Alemania, Suiza, España, Italia, Portugal; introducida en Gran Bretaña, Holanda, Noruega, Suecia y Hungría.
Vive en terrenos pedregosos, en zonas humanizadas.